# Irlanda en la Copa Mundial de Fútbol
La selección de fútbol de Irlanda ha jugado en tres ediciones de la Copa Mundial de Fútbol. Su primera participación fue en la Copa Mundial de Fútbol de 1990 y su última participación fue en la Copa Mundial de Fútbol de 2002. La selección ha avanzado en todas sus participaciones más allá de la fase de grupos y se ubica en el puesto 42 en el ranking histórico de los Mundiales de Fútbol.

## Resumen de participaciones
| Edición | Resultado        | Posición       | PJ             | PG             | PE             | PP             | GF             | GC             | Dif.           | Goleador                         |
| ------- | ---------------- | -------------- | -------------- | -------------- | -------------- | -------------- | -------------- | -------------- | -------------- | -------------------------------- |
| 1930    | No participó     | No participó   | No participó   | No participó   | No participó   | No participó   | No participó   | No participó   | No participó   | No participó                     |
| 1934    | No clasificó     | No clasificó   | No clasificó   | No clasificó   | No clasificó   | No clasificó   | No clasificó   | No clasificó   | No clasificó   | No clasificó                     |
| 1938    | No clasificó     | No clasificó   | No clasificó   | No clasificó   | No clasificó   | No clasificó   | No clasificó   | No clasificó   | No clasificó   | No clasificó                     |
| 1950    | No clasificó     | No clasificó   | No clasificó   | No clasificó   | No clasificó   | No clasificó   | No clasificó   | No clasificó   | No clasificó   | No clasificó                     |
| 1954    | No clasificó     | No clasificó   | No clasificó   | No clasificó   | No clasificó   | No clasificó   | No clasificó   | No clasificó   | No clasificó   | No clasificó                     |
| 1958    | No clasificó     | No clasificó   | No clasificó   | No clasificó   | No clasificó   | No clasificó   | No clasificó   | No clasificó   | No clasificó   | No clasificó                     |
| 1962    | No clasificó     | No clasificó   | No clasificó   | No clasificó   | No clasificó   | No clasificó   | No clasificó   | No clasificó   | No clasificó   | No clasificó                     |
| 1966    | No clasificó     | No clasificó   | No clasificó   | No clasificó   | No clasificó   | No clasificó   | No clasificó   | No clasificó   | No clasificó   | No clasificó                     |
| 1970    | No clasificó     | No clasificó   | No clasificó   | No clasificó   | No clasificó   | No clasificó   | No clasificó   | No clasificó   | No clasificó   | No clasificó                     |
| 1974    | No clasificó     | No clasificó   | No clasificó   | No clasificó   | No clasificó   | No clasificó   | No clasificó   | No clasificó   | No clasificó   | No clasificó                     |
| 1978    | No clasificó     | No clasificó   | No clasificó   | No clasificó   | No clasificó   | No clasificó   | No clasificó   | No clasificó   | No clasificó   | No clasificó                     |
| 1982    | No clasificó     | No clasificó   | No clasificó   | No clasificó   | No clasificó   | No clasificó   | No clasificó   | No clasificó   | No clasificó   | No clasificó                     |
| 1986    | No clasificó     | No clasificó   | No clasificó   | No clasificó   | No clasificó   | No clasificó   | No clasificó   | No clasificó   | No clasificó   | No clasificó                     |
| 1990    | Cuartos de final | 8°             | 5              | 0              | 4              | 1              | 2              | 3              | -1             | Kevin Sheedy y Niall Quinn (1)   |
| 1994    | Octavos de final | 16°            | 4              | 1              | 1              | 2              | 2              | 4              | -2             | Ray Houghton y John Aldridge (1) |
| 1998    | No clasificó     | No clasificó   | No clasificó   | No clasificó   | No clasificó   | No clasificó   | No clasificó   | No clasificó   | No clasificó   | No clasificó                     |
| 2002    | Octavos de final | 12°            | 4              | 1              | 3              | 0              | 6              | 3              | 3              | Robbie Keane (3)                 |
| 2006    | No clasificó     | No clasificó   | No clasificó   | No clasificó   | No clasificó   | No clasificó   | No clasificó   | No clasificó   | No clasificó   | No clasificó                     |
| 2010    | No clasificó     | No clasificó   | No clasificó   | No clasificó   | No clasificó   | No clasificó   | No clasificó   | No clasificó   | No clasificó   | No clasificó                     |
| 2014    | No clasificó     | No clasificó   | No clasificó   | No clasificó   | No clasificó   | No clasificó   | No clasificó   | No clasificó   | No clasificó   | No clasificó                     |
| 2018    | No clasificó     | No clasificó   | No clasificó   | No clasificó   | No clasificó   | No clasificó   | No clasificó   | No clasificó   | No clasificó   | No clasificó                     |
| 2022    | No clasificó     | No clasificó   | No clasificó   | No clasificó   | No clasificó   | No clasificó   | No clasificó   | No clasificó   | No clasificó   | No clasificó                     |
| 2026    | Por disputarse   | Por disputarse | Por disputarse | Por disputarse | Por disputarse | Por disputarse | Por disputarse | Por disputarse | Por disputarse | Por disputarse                   |
| 2030    | Por disputarse   | Por disputarse | Por disputarse | Por disputarse | Por disputarse | Por disputarse | Por disputarse | Por disputarse | Por disputarse | Por disputarse                   |
| 2034    | Por disputarse   | Por disputarse | Por disputarse | Por disputarse | Por disputarse | Por disputarse | Por disputarse | Por disputarse | Por disputarse | Por disputarse                   |
| Total   | 3/22             | 42°            | 13             | 2              | 8              | 3              | 10             | 10             | 0              | Robbie Keane (3)                 |

## Ediciones

### Italia 1990

#### Primera fase / Grupo F
| Selección    | Pts. | PJ | PG | PE | PP | GF | GC | Dif. |
| ------------ | ---- | -- | -- | -- | -- | -- | -- | ---- |
| Inglaterra   | 4    | 3  | 1  | 2  | 0  | 2  | 1  | 1    |
| Irlanda      | 3    | 3  | 0  | 3  | 0  | 2  | 2  | 0    |
| Países Bajos | 3    | 3  | 0  | 3  | 0  | 2  | 2  | 0    |
| Egipto       | 2    | 3  | 0  | 2  | 1  | 1  | 2  | -1   |

| 11 de junio de 1990 | Inglaterra | 1:1 (1:0) | Irlanda    | Stadio Sant'Elia, Cagliari                                   |                                                              |
| 21:00               | Lineker 8' | Reporte   | Sheedy 72' | Asistencia: 35.238 espectadores Árbitro(s): Aron Schmidhuber | Asistencia: 35.238 espectadores Árbitro(s): Aron Schmidhuber |

| 17 de junio de 1990 | Irlanda | 0:0     | Egipto | Stadio Della Favorita, Palermo                                    |                                                                   |
| 17:00               |         | Reporte |        | Asistencia: 33.288 espectadores Árbitro(s): Marcel van Langenhove | Asistencia: 33.288 espectadores Árbitro(s): Marcel van Langenhove |

| 21 de junio de 1990 | Países Bajos | 1:1 (1:0) | Irlanda   | Stadio Della Favorita, Palermo                             |                                                            |
| 21:00               | Gullit 10'   | Reporte   | Quinn 71' | Asistencia: 33.288 espectadores Árbitro(s): Michel Vautrot | Asistencia: 33.288 espectadores Árbitro(s): Michel Vautrot |

#### Octavos de final
| 25 de junio de 1990                                                    | Irlanda                                            | 0:0 (t. s.)(5:4 p.)        | Rumania                                   | Stadio Luigi Ferraris, Génova                                   |                                                                 |
| 17:00                                                                  |                                                    | Reporte                    |                                           | Asistencia: 31 818 espectadores Árbitro(s): José Roberto Wright | Asistencia: 31 818 espectadores Árbitro(s): José Roberto Wright |
|                                                                        |                                                    | Tiros desde el punto penal |                                           |                                                                 |                                                                 |
|                                                                        | Sheedy · Houghton · Townsend · Cascarino · O'Leary |                            | Hagi · Lupu · Rotariu · Lupescu · Timofte |                                                                 |                                                                 |
| Irlanda es el equipo que más lejos avanza sin ganar un solo encuentro. |                                                    |                            |                                           |                                                                 |                                                                 |

#### Cuartos de final
| 30 de junio de 1990 | Irlanda | 0:1 (0:1) | Italia        | Estadio Olímpico de Roma, Roma                                   |                                                                  |
| 21:00               |         | Reporte   | Schillaci 38' | Asistencia: 73 303 espectadores Árbitro(s): Carlos Silva Valente | Asistencia: 73 303 espectadores Árbitro(s): Carlos Silva Valente |

#### Estadísticas

##### Posiciones
| Equipo | Equipo  | Pts | PJ | PG | PE | PP | GF | GC | Dif | Rend  |
| ------ | ------- | --- | -- | -- | -- | -- | -- | -- | --- | ----- |
| 7      | Camerún | 6   | 5  | 3  | 0  | 2  | 7  | 9  | -2  | 60,0% |
| 8      | Irlanda | 4   | 5  | 0  | 4  | 1  | 2  | 3  | -1  | 40,0% |
| 9      | Brasil  | 6   | 4  | 3  | 0  | 1  | 4  | 2  | 2   | 75,0% |

##### Goleadores
| Jugador      | Goles |
| ------------ | ----- |
| Kevin Sheedy | 1     |
| Niall Quinn  | 1     |

### Estados Unidos 1994

#### Primera fase / Grupo E
| Selección | Pts. | PJ | PG | PE | PP | GF | GC | Dif. |
| --------- | ---- | -- | -- | -- | -- | -- | -- | ---- |
| México    | 4    | 3  | 1  | 1  | 1  | 3  | 3  | 0    |
| Irlanda   | 4    | 3  | 1  | 1  | 1  | 2  | 2  | 0    |
| Italia    | 4    | 3  | 1  | 1  | 1  | 2  | 2  | 0    |
| Noruega   | 4    | 3  | 1  | 1  | 1  | 1  | 1  | 0    |

| 18 de junio de 1994                       | Italia | 0:1 (0:1) | Irlanda      | Giants Stadium, Nueva York                                     |                                                                |
| 16:00 (ET)                                |        | Reporte   | Houghton 11' | Asistencia: 75.338 espectadores Árbitro(s): Mario van der Ende | Asistencia: 75.338 espectadores Árbitro(s): Mario van der Ende |
| Primera victoria de Irlanda en Mundiales. |        |           |              |                                                                |                                                                |

| 24 de junio de 1994 | México          | 2:1 (1:0) | Irlanda      | Citrus Bowl, Orlando                                           |                                                                |
| 12:30 (ET)          | García 42', 65' | Reporte   | Aldridge 84' | Asistencia: 60 790 espectadores Árbitro(s): Kurt Röthlisberger | Asistencia: 60 790 espectadores Árbitro(s): Kurt Röthlisberger |

| 28 de junio de 1994 | Irlanda | 0:0     | Noruega | Giants Stadium, Nueva York                                     |                                                                |
| 12:30 (ET)          |         | Reporte |         | Asistencia: 72 404 espectadores Árbitro(s): José Torres Cadena | Asistencia: 72 404 espectadores Árbitro(s): José Torres Cadena |

#### Octavos de final
| 4 de julio de 1994 | Países Bajos            | 2:0 (2:0) | Irlanda | Citrus Bowl, Orlando                                        |                                                             |
| 12:00 (ET)         | Bergkamp 11' · Jonk 41' | Reporte   |         | Asistencia: 61 355 espectadores Árbitro(s): Peter Mikkelsen | Asistencia: 61 355 espectadores Árbitro(s): Peter Mikkelsen |

#### Estadísticas

##### Posiciones
| Equipo | Equipo  | Pts | PJ | PG | PE | PP | GF | GC | Dif | Rend  |
| ------ | ------- | --- | -- | -- | -- | -- | -- | -- | --- | ----- |
| 15     | Suiza   | 4   | 4  | 1  | 1  | 2  | 5  | 7  | -2  | 33,3% |
| 16     | Irlanda | 4   | 4  | 1  | 1  | 2  | 2  | 4  | -2  | 33,3% |
| 17     | Noruega | 4   | 3  | 1  | 1  | 1  | 1  | 1  | 0   | 44,4% |

##### Goleadores
| Jugador       | Goles |
| ------------- | ----- |
| Ray Houghton  | 1     |
| John Aldridge | 1     |

### Corea-Japón 2002

#### Primera fase / Grupo E
| Selección      | Pts. | PJ | PG | PE | PP | GF | GC | Dif. |
| -------------- | ---- | -- | -- | -- | -- | -- | -- | ---- |
| Alemania       | 7    | 3  | 2  | 1  | 0  | 11 | 1  | 10   |
| Irlanda        | 5    | 3  | 1  | 2  | 0  | 5  | 2  | 3    |
| Camerún        | 4    | 3  | 1  | 1  | 1  | 2  | 3  | -1   |
| Arabia Saudita | 0    | 3  | 0  | 0  | 3  | 0  | 12 | -12  |

| 1 de junio de 2002 | Irlanda     | 1:1 (0:1) | Camerún   | Estadio del Gran Cisne, Niigata                           |                                                           |
| 15:30              | Holland 52' | Reporte   | Mboma 39' | Asistencia: 33 679 espectadores Árbitro(s): Tōru Kamikawa | Asistencia: 33 679 espectadores Árbitro(s): Tōru Kamikawa |

| 5 de junio de 2002 | Alemania  | 1:1 (1:0) | Irlanda     | Estadio Kashima, Ibaraki                                       |                                                                |
| 20:30              | Klose 19' | Reporte   | Keane 90+2' | Asistencia: 35 854 espectadores Árbitro(s): Kim Milton Nielsen | Asistencia: 35 854 espectadores Árbitro(s): Kim Milton Nielsen |

| 11 de junio de 2002 | Arabia Saudita | 0:3 (0:1) | Irlanda                         | Estadio Internacional, Yokohama                          |                                                          |
| 20:30               |                | Reporte   | Keane 7' · Breen 61' · Duff 87' | Asistencia: 65 320 espectadores Árbitro(s): Falla N'Doye | Asistencia: 65 320 espectadores Árbitro(s): Falla N'Doye |

#### Octavos de final
| 16 de junio de 2002 | España                                          | 1:1 (1:0, 1:1) (t. s.)(3:2 p.) | Irlanda                                       | Estadio Mundialista, Suwon                               |                                                          |
| 20:30               | Morientes 8'                                    | Reporte                        | Keane 90' (pen.)                              | Asistencia: 38 926 espectadores Árbitro(s): Anders Frisk | Asistencia: 38 926 espectadores Árbitro(s): Anders Frisk |
|                     |                                                 | Tiros desde el punto penal     |                                               |                                                          |                                                          |
|                     | Hierro · Baraja · Juanfran · Valerón · Mendieta |                                | Keane · Holland · Connolly · Kilbane · Finnan |                                                          |                                                          |

#### Estadísticas

##### Posiciones
| Equipo | Equipo  | Pts | PJ | PG | PE | PP | GF | GC | Dif | Rend  |
| ------ | ------- | --- | -- | -- | -- | -- | -- | -- | --- | ----- |
| 11     | México  | 7   | 4  | 2  | 1  | 1  | 4  | 4  | 0   | 58,3% |
| 12     | Irlanda | 6   | 4  | 1  | 3  | 0  | 6  | 3  | 3   | 50,0% |
| 13     | Suecia  | 5   | 4  | 1  | 2  | 1  | 5  | 5  | 0   | 41,7% |

##### Goleadores
| Jugador      | Goles |
| ------------ | ----- |
| Robbie Keane | 3     |
| Matt Holland | 1     |
| Gary Breen   | 1     |
| Damien Duff  | 1     |

## Estadísticas finales

### Tabla estadística de fases finales
Irlanda se encuentra en el puesto 42 de la tabla histórica.
|     | Equipo            | PM | Resultados | Resultados | Resultados | Resultados | Resultados | Resultados | Resultados | Resultados | Participación | Participación | Participación | Participación | Participación | Participación | Participación | Participación | Participación | Participación | Participación | Participación | Participación | Participación | Participación | Participación | Participación | Participación | Participación | Participación | Participación | Participación |
| Pts | Equipo            | PM | PJ         | PG         | PE         | PP         | Rnd        | GF         | GC         | 30         | 34            | 38            | 50            | 54            | 58            | 62            | 66            | 70            | 74            | 78            | 82            | 86            | 90            | 94            | 98            | 02            | 06            | 10            | 14            | 18            | 22            |               |
| --- | ----------------- | -- | ---------- | ---------- | ---------- | ---------- | ---------- | ---------- | ---------- | ---------- | ------------- | ------------- | ------------- | ------------- | ------------- | ------------- | ------------- | ------------- | ------------- | ------------- | ------------- | ------------- | ------------- | ------------- | ------------- | ------------- | ------------- | ------------- | ------------- | ------------- | ------------- | ------------- |
| 41º | Australia         | 6  | 16         | 20         | 4          | 4          | 12         | 26,66%     | 17         | 37         |               |               |               |               |               |               |               |               |               | 14.º          |               |               |               |               |               |               |               | 16.º          | 21.º          | 30.º          | 30.º          | 11.°          |
| 42º | Irlanda           | 3  | 14         | 13         | 2          | 8          | 3          | 35,89%     | 10         | 10         |               |               |               |               |               |               |               |               |               |               |               |               |               | 8.º           | 16.º          |               | 12.º          |               |               |               |               |               |
| 43º | Irlanda del Norte | 3  | 14         | 13         | 3          | 5          | 5          | 35,89%     | 13         | 23         |               |               |               |               |               | 7.º           |               |               |               |               |               | 9.º           | 21.º          |               |               |               |               |               |               |               |               |               |

### Goleadores
| Pos. | Jugador       | Goles | Mundiales |
| ---- | ------------- | ----- | --------- |
| 1    | Robbie Keane  | 3     | 2002      |
| 2    | Niall Quinn   | 1     | 1990      |
| 2    | Kevin Sheedy  | 1     | 1990      |
| 2    | John Aldridge | 1     | 1994      |
| 2    | Ray Houghton  | 1     | 1994      |
| 2    | Gary Breen    | 1     | 2002      |
| 2    | Damien Duff   | 1     | 2002      |
| 2    | Matt Holland  | 1     | 2002      |

### Partidos jugados
| Pos. | Jugador        | Partidos | Mundiales         |
| ---- | -------------- | -------- | ----------------- |
| 1    | Steve Staunton | 13       | 1990, 1994 y 2002 |
| 2    | Pat Bonner     | 9        | 1990, 1994        |
| 2    | Ray Houghton   | 9        | 1990, 1994        |
| 2    | Paul McGrath   | 9        | 1990, 1994        |
| 2    | Andy Townsend  | 9        | 1990, 1994        |
| 6    | John Aldridge  | 8        | 1990, 1994        |
| 7    | Niall Quinn    | 7        | 1990, 2002        |
| 8    | Tony Cascarino | 6        | 1990, 1994        |
| 8    | Gary Kelly     | 6        | 1994, 2002        |
| 8    | Jason McAteer  | 6        | 1994, 2002        |

### Historial contra rivales
Actualizado al último partido jugado el 16 de junio de 2002: España 1-1 (3-2) Irlanda.
| Selección      | Confederación | PJ | PG | PE | PP | GF | GC | Dif |
| -------------- | ------------- | -- | -- | -- | -- | -- | -- | --- |
| Alemania       | UEFA          | 1  | 0  | 1  | 0  | 1  | 1  | 0   |
| Arabia Saudita | AFC           | 1  | 1  | 0  | 0  | 3  | 0  | 3   |
| Camerún        | CAF           | 1  | 0  | 1  | 0  | 1  | 1  | 0   |
| Egipto         | CAF           | 1  | 0  | 1  | 0  | 0  | 0  | 0   |
| España         | UEFA          | 1  | 0  | 1  | 0  | 1  | 1  | 0   |
| Inglaterra     | UEFA          | 1  | 0  | 1  | 0  | 1  | 1  | 0   |
| Italia         | UEFA          | 2  | 1  | 0  | 1  | 1  | 1  | 0   |
| México         | CONCACAF      | 1  | 0  | 0  | 1  | 1  | 2  | -1  |
| Noruega        | UEFA          | 1  | 0  | 1  | 0  | 0  | 0  | 0   |
| Países Bajos   | UEFA          | 2  | 0  | 1  | 1  | 1  | 3  | -2  |
| Rumania        | UEFA          | 1  | 0  | 1  | 0  | 0  | 0  | 0   |
| Total          | Total         | 13 | 2  | 8  | 3  | 10 | 10 | 0   |

#### Por confederación
| Confederación | PJ | PG | PE | PP | GF | GC | Dif |
| ------------- | -- | -- | -- | -- | -- | -- | --- |
| AFC           | 1  | 1  | 0  | 0  | 3  | 0  | 3   |
| CAF           | 2  | 0  | 2  | 0  | 1  | 1  | 0   |
| CONCACAF      | 1  | 0  | 0  | 1  | 1  | 2  | -1  |
| UEFA          | 9  | 1  | 6  | 2  | 5  | 7  | -2  |